# (73212) 2002 JB22
(73212) 2002 JB22 – planetoida z pasa głównego asteroid okrążająca Słońce w ciągu 3,68 lat w średniej odległości 2,38 j.a. Odkryta 7 maja 2002 roku.